# قاخ اینگیلوی
قاخ اینگیلوی (به لاتین: Qax İngiloy) یک منطقه مسکونی در جمهوری آذربایجان است که در شهرستان قاخ واقع شده است. این روستا ۱۷۹۲ نفر جمعیت دارد.